# Abd al-Wahid I
Abū Muḥammad ʿAbd al-Wāḥid ibn Yūsuf, (in arabo  أبو محمد عبد الواحد بن يوسف‎?) detto 'al-Makhlūʿ' in arabo المخلوع‎?, ovvero "il deposto") (... – settembre 1224), è stato un califfo berbero almohade che regnò per meno di un anno.
ʿAbd al-Wāḥid era il figlio del califfo almohade Abu Ya'qub Yusuf I e fratello minore del potente califfo Yaʿqūb al-Manṣūr. Servì discretamente in una campagna militare in al-Andalus, fu nominato governatore di Malaga nel 1202, e sceicco della tribù Maṣmūda degli Haskura nel 1206. Fu per un po' di tempo governatore di Sigilmassa, e nel 1221, fu per un breve periodo governatore di Siviglia.
ʿAbd al-Wāḥid andò Marrakesh nel febbraio del 1224, quando il suo pronipote, il giovane califfo almohade Yūsuf II, venne ucciso, senza lasciare eredi. Il visir di palazzo Abū Saʿīd ʿUthmān ibn al-Jamʿī portò l'allora sessantenne ʿAbd al-Wāḥid, davanti agli sceicchi almohadi di Marrakesh, che prontamente lo nominarono nuovo califfo almohade. Tuttavia, la rapidità di tale nomina e l'irritualità della stessa non piacque ai suoi nipoti, i fratelli di Muhammad al-Nasir, governatori della Spagna islamica. Come altri nobili almohadi, i suoi fratelli avevano probabilmente sperato in un candidato meno esperto e più manovrabile,  in modo che fossero liberi di governare autonomamente le province, come avevano fatto sotto il califfato di Yūsuf II. La successione divise per la prima volta la dinastia almohade, mettendo diversi rami familiari almohadi uno contro l'altro.
Abū Zayd ibn Yujjān, un ex potente burocrate di corte che era stato umiliato ed esiliato da al-Jamʿī, decise, con il sostegno di altri burocrati, di nominare califfo il nipote di ʿAbd al-Wāḥid, Abdallah al-Adil a Siviglia.
Il nuovo califfato non durò a lungo. Ibn Yujjān contattò i suoi alleati nel sud del Maghreb al-Aqsa (Marocco), in particolar modo  Abū Zakariyyā, lo sceicco delle tribù Hintata, e Yūsuf ibn ʿAlī, governatore di Tinmal, che divenne un potente uomo della corte di Marrakesh, e costrinse Ibn al-Jamʿī all'esilio nelle montagne dell'Atlante, dove verrà successivamente ucciso. Successivamente, lo stesso califfo ʿAbd al-Wāḥid I verrà ucciso per strangolamento nel settembre del 1224.